# محاکمات جادوگری در سیلم

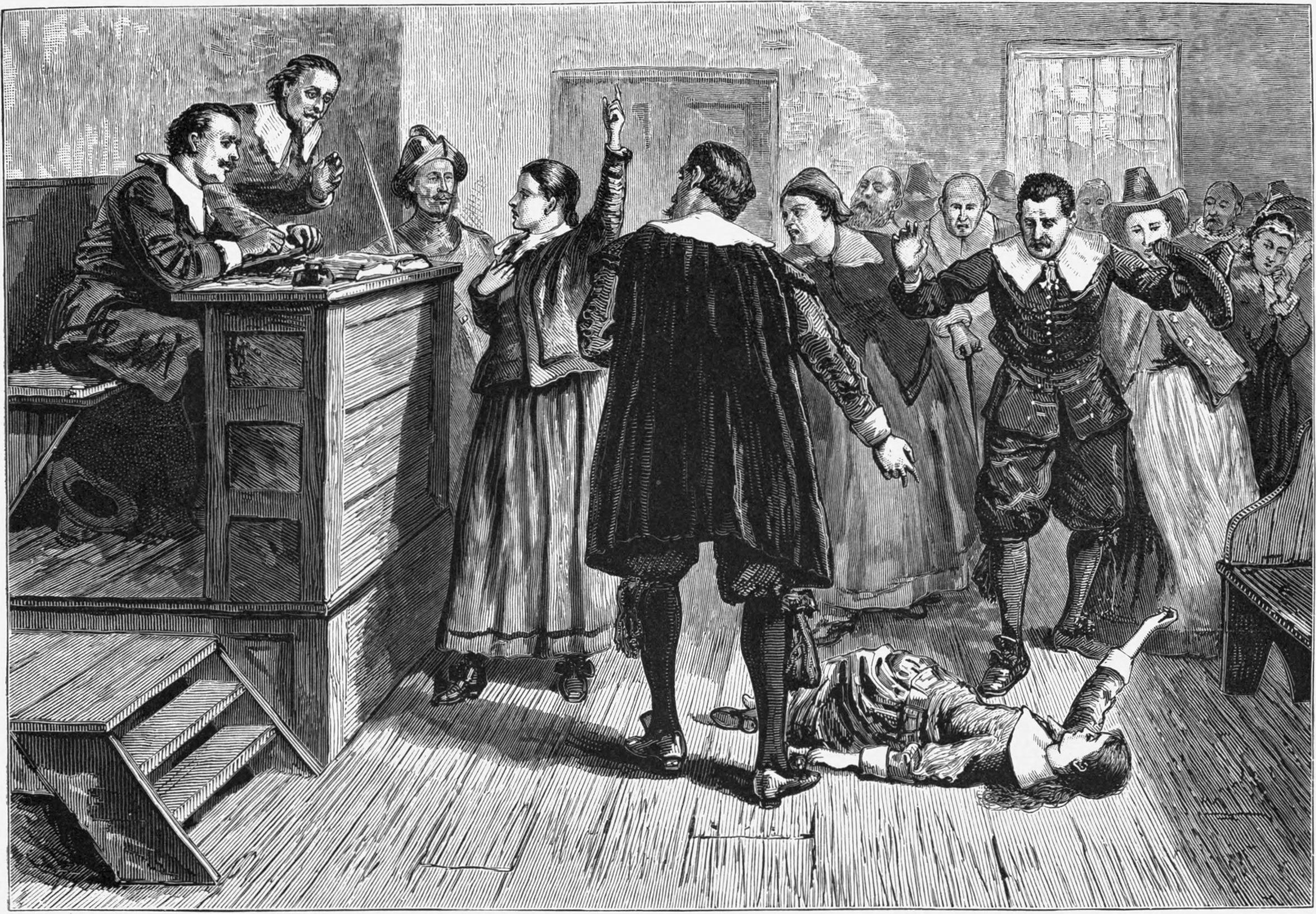

محاکمات جادوگری در سِیْلِم (به انگلیسی: Salem witch trials) یک سری از محاکمات افراد به جرم افسونگری در ماساچوست و در بین فوریه ۱۶۹۲ تا مه ۱۶۹۳ بود که در شهر سیلم، ماساچوست صورت گرفت. همچنین در شهرهای دیگری مانند دنورس، ماساچوست، ایپسویچ، ماساچوست، اندوور.
محاکمهٔ جادوگران «سِیلِم» (Salem) در کلنی ماساچوست یکی از رویدادهای عجیبی است که در آمریکا رخ داد. بیش از ۲۰۰ نفر در جریان این محاکمه به فعالیت‌های مرتبط با جادوی سیاه متهم شده و در نهایت ۲۰ نفر از آن‌ها به اعدام محکوم شدند. اما در پایان حکومت محلی پذیرفت که این محاکمه و احکام صادر شده، اشتباه محض بوده‌است. بعدها مسئولان در مقام دلجویی از خانوادهٔ قربانیان برآمدند. از سوی دیگر این محاکمه و پیامدهای آن، منطقه را به یکی از مقاصد گردشگری محبوب تبدیل کرده‌است. جایی که روزگاری جادوی بی‌عدالتی جریان داشت.
در سال ۱۶۹۲ «کلنی خلیج ماساچوست»، ۱۴ زن، ۵ مرد و دو سگ را به‌دلیل آنچه فعالیت‌های جادوگری نامیده می‌شد، به اعدام محکوم کرد. اولین حکم اعدام در ماه ژوئن به اجرا درآمد و ماه سپتامبر شاهد آخرین اعدام جادوگران بود و به‌دنبال آن، سکوتی مطلق و گیج‌کننده بر این جامعه حکمفرما شد. هر چند نمی‌توان آماری قاطع و دقیق از تعداد قربانیان این سلسله محاکمات غیرمنصفانه، غرض‌ورزانه و تا حدی کینه‌جویانه ارائه کرد، ولی به نظر می‌رسد ۱۴۴ تا ۱۸۵ فرد به جرم سحر و جادو از حدود ۲۵ شهر و روستاهای ناحیه روانهٔ این دادگاه‌ها شدند.
دستگیری‌ها در شهرهای زیادی فراتر از Salem و Salem Village (که امروزه با نام Danvers شناخته می‌شوند)، به ویژه Andover و Topsfield صورت گرفت. هیئت منصفه و محاکمه‌های این جنایت بزرگ توسط دادگاه اویر و ترمینر در سال ۱۶۹۲ و توسط دادگاه عالی قضایی در سال ۱۶۹۳ انجام شد که هر دو در شهر سالم برگزار شدند، جایی که اعدام‌ها نیز در آنجا انجام شد. این مرگبارترین شکار جادوگر در تاریخ آمریکای شمالی استعماری بود. تنها در ماساچوست و کانکتیکات در طول قرن هفدهم چهارده زن و دو مرد به جرم جادوگری اعدام شده بودند.